# Động Ngao
Động Ngao hay Ngườm Ngao đôi khi gọi là Động Ngườm Ngao là một hang động nằm ở bản Gun, xã Đàm Thủy, huyện Trùng Khánh, tỉnh Cao Bằng, Việt Nam. Động này toạ lạc trong lòng một quả núi, cách thác Bản Giốc 5 km.
Động đã hình thành cách đây khoảng 300 năm, là một hang động trẻ so với nhiều hang khác ở Việt Nam. Nhiệt độ bên trong ổn định, dao động từ 18 đến 25 độ C, tạo điều kiện thuận lợi cho việc thăm thú các kỳ quan tự nhiên bên trong.
Động Ngao được Bộ Văn hóa, Thể thao và Du lịch xếp hạng là di tích quốc gia tại Quyết định số 95/QĐ-BVHTTDL ngày 24/01/1998.

## Khảo sát
Theo khảo sát của Hiệp hội Hang động Hoàng gia Anh năm 1995, hang động này có tổng chiều dài 2144 mét, có 3 cửa chính: Ngườm Ngao, Ngườm Lồm và Bản Thuôn. Trong động có nhiều nhũ đá và măng đá với các hình dạng phong phú đa dạng.
"Ngườm Ngao" theo tiếng Tày có nghĩa là động Hổ (Ngườm: động, Ngao: Hổ). Do tương truyền rằng ngày xưa trong động có nhiều hổ dữ sinh sống, chúng thường vào các bản xung quanh để bắt gia súc của dân địa phương. Họ đã đặt bẫy bắt hết được hổ và từ khi hổ ở đây tuyệt chủng thì mọi người được sống yên lành.

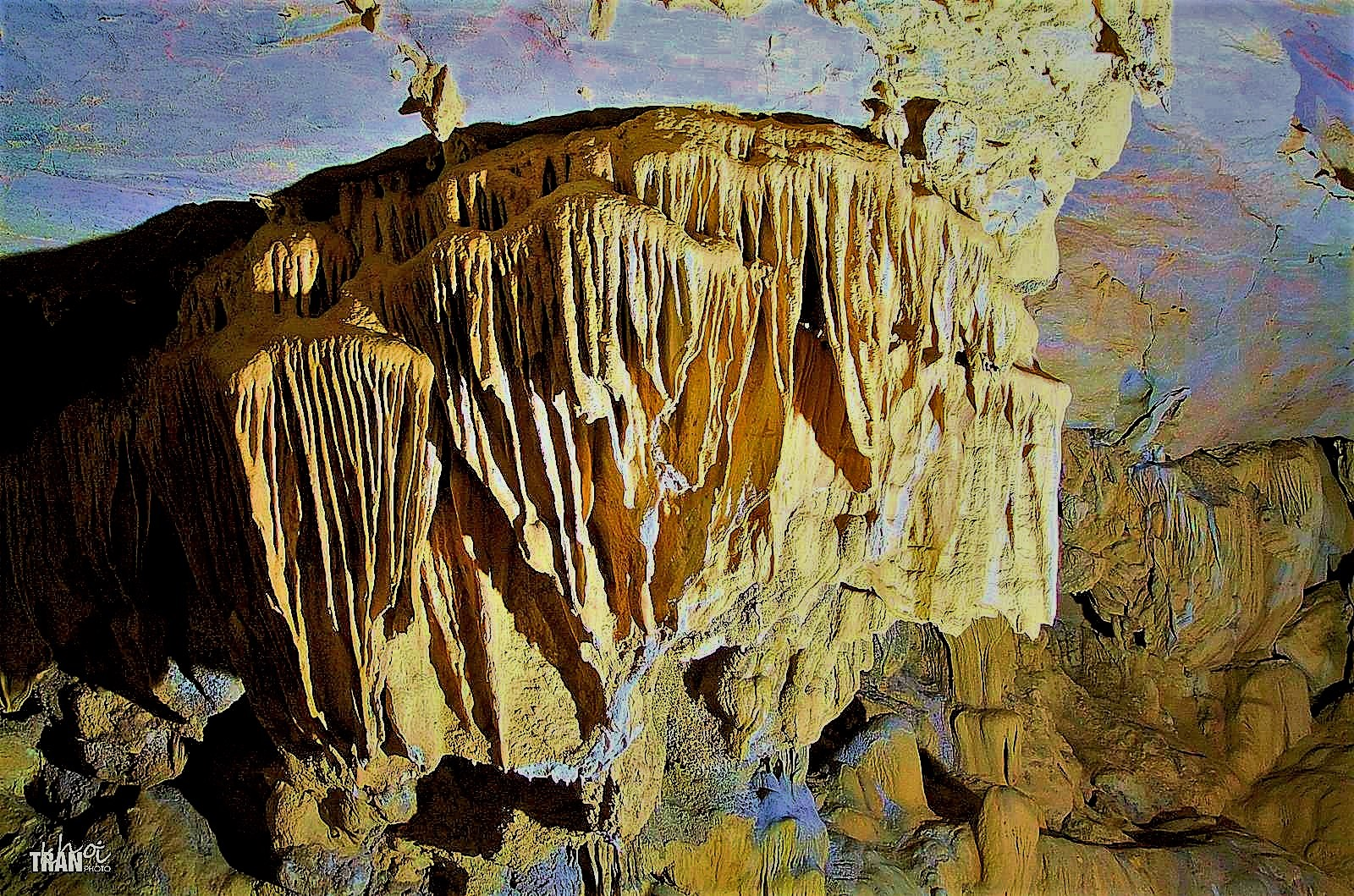
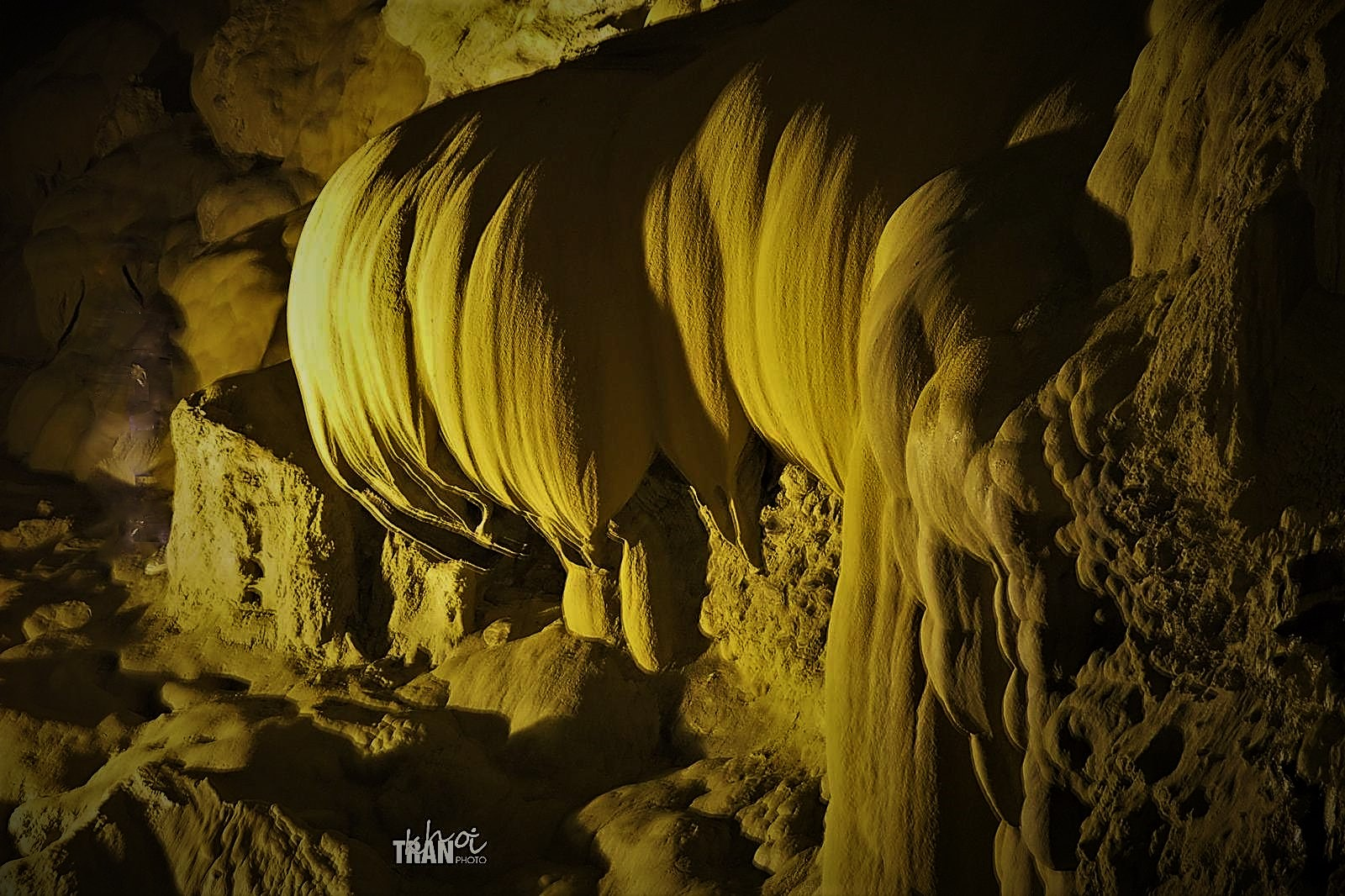
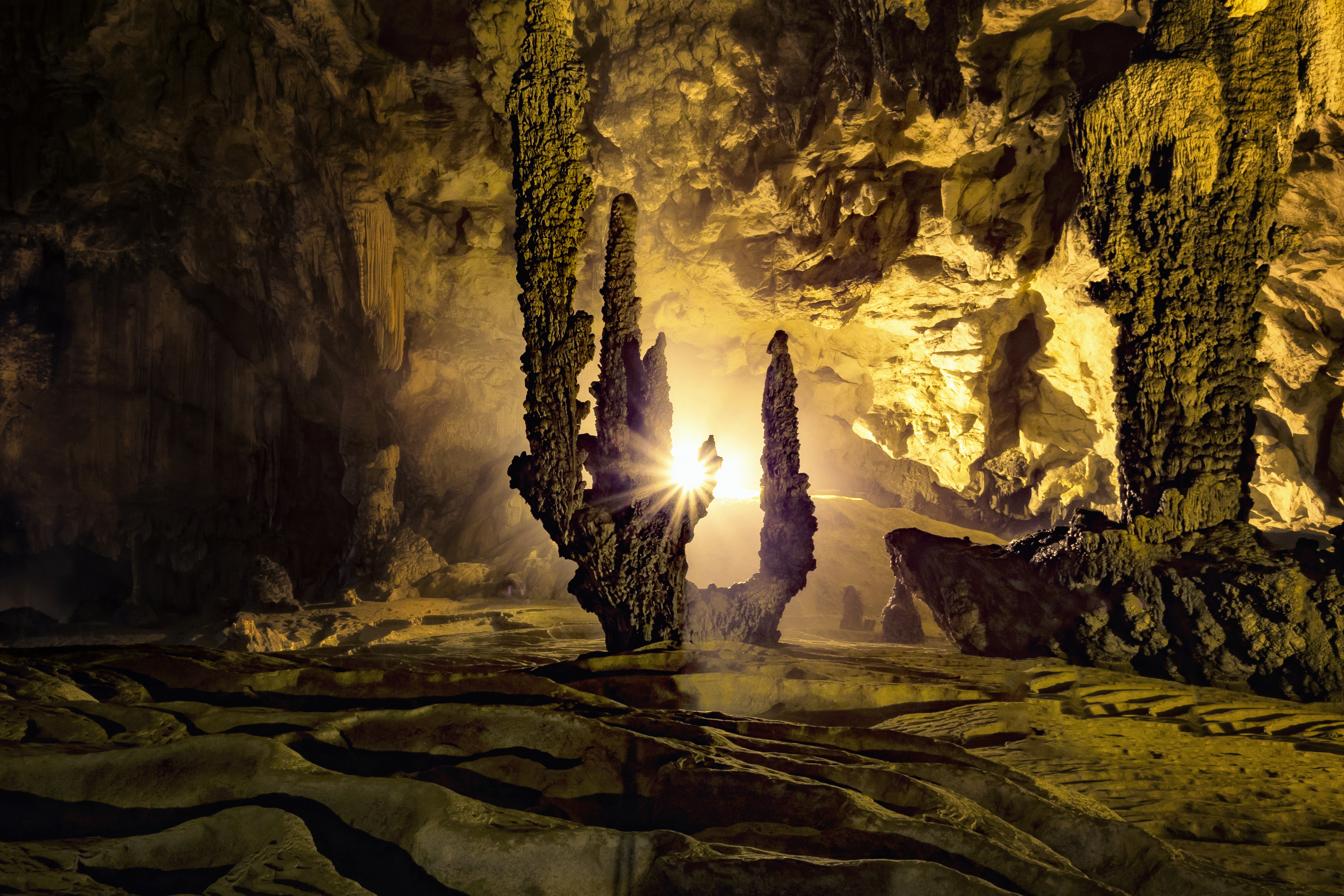

Động được chia làm 3 khu vực độc đáo. Khu đầu tiên là Tứ trụ thiên đình, nổi vật với những cây thạch nhũ nối liền nhau do những giọt nước từ trên cao nhỏ xuống. Khu trung tâm nổi bật với những cây san hô đá, cây thuyền rồng, ruộng bậc thang. Khu thứ 3 gọi là khu kho báu với phần thạch anh ánh vàng, ánh bạc. Ngoài vẻ đẹp của nhũ đá, trong lòng động Ngườm Ngao có những con suối nhỏ, nước chảy rì tạo cảm giác như bước đến một xứ sở cổ tích đầy kỳ diệu.
Ngườm Ngao được phát hiện năm 1921 nhưng được đưa vào khai thác du lịch từ năm 1996. Đây là một trong những địa điểm du lịch chính của tỉnh Cao Bằng.